# Cliffortia virgata
Cliffortia virgata är en rosväxtart som beskrevs av August Henning Weimarck. Cliffortia virgata ingår i släktet Cliffortia och familjen rosväxter. Inga underarter finns listade i Catalogue of Life.